# Stadio Gino Salveti
Lo stadio "Gino Salveti" è lo stadio di calcio di Cassino ed ospita le partite casalinghe della A.S.D. Nuova Cassino Calcio 1924.

## Storia
Inaugurato nel 1967, l'impianto sorge nel centro sportivo cittadino. Inizialmente, lo stadio possedeva una capienza di 20000 posti; con le nuove norme di sicurezza federali, che imponevano la presenza, in tutte le gare di calcio, di soli posti a sedere, l'impianto subì la chiusura definitiva del "settore prato", riducendo la capacità a 4100 posti. Negli anni duemila la tribuna centrale è stata coperta.
È dotato di pista d'atletica a sei corsie e di pedana rettilinea per il salto in lungo (di recente ristrutturazione).
L'impianto è dedicato a Gino Salveti, giornalista sportivo e letterato cassinate.
A maggio 2013, l'impianto ha ospitato le gare di alcune discipline sportive dei Campionati Nazionali Universitari 2013, organizzati dall'Università di Cassino.

## Settori e capienza
La capienza dello stadio è di 4.100 posti a sedere, così distribuiti:
| Settore                  | Capienza |
| ------------------------ | -------- |
| tribuna Laterale SUD     | 1.300    |
| tribuna Centrale Coperta | 800      |
| tribuna Laterale NORD    | 1.300    |
| tribuna Ospiti           | 700      |
| totale                   | 4.100    |

## Dati tecnici
- Capienza: 4.100 posti
- Dimensioni: 105 x 65 m
- Drenaggio: Si
- Terreno: Erboso
- Amplificazione: Si
- Cabine Radio-TV: 3
- Prese corrente e ADSL: Sì
- Postazioni giornalisti tribuna centrale: 8
- Postazioni giornalisti box radio-TV: 7
- Area diversamente abili: Si
- Sala stampa: Si

## Curiosità
- Il 22 marzo 1983 Pietro Mennea stabilì sulla pista del "Salveti" il record mondiale (manuale) dei 150 metri piani, con 14.8 secondi. Questo record è tuttora imbattuto.